# Invazia israeliană a Libanului din 2024

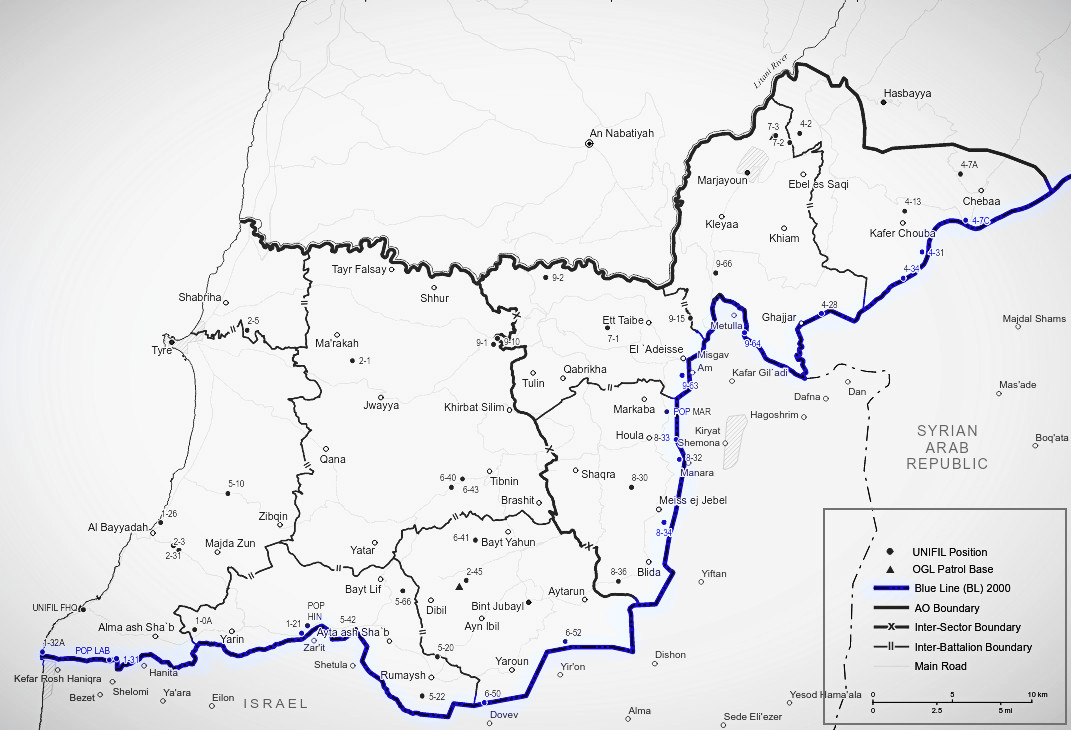
Linia Albastră acoperă granița libaneză-israeliană. O extensie acoperă granița Libaneză-Înălțimile Golanului.

La 1 octombrie 2024, Israelul a invadat sudul Libanului într-o escaladare a conflictului în curs de desfășurare între Israel și Hezbollah, o consecință a războiului dintre Israel și Hamas. A urmat o serie de atacuri majore asupra Hezbollah în septembrie, care i-au degradat capacitățile și i-au devastat conducerea, începând cu exploziile dispozitivelor sale de comunicații. A urmat o campanie de bombardament aerian israelian împotriva Hezbollah-ului în întreg Libanul. La 27 septembrie, Israelul l-a asasinat pe liderul Hezbollah Hassan Nasrallah într-un atac aerian. Cu toate acestea, nivelul de rezistență al grupului a surprins mulți observatori.
La 30 septembrie, Israelul a declarat părți din granița sa de nord cu Liban drept zone militare închise. La începutul invaziei, Forțele armate ale Libanului (LAF) s-au retras din părți ale Liniei Albastre. Israelul a afirmat că dorește să elimine forțele și infrastructura Hezbollah care ar putea reprezenta o amenințare pentru comunitățile civile din nordul Israelului. Hezbollah a spus că urmărește să facă presiuni asupra Israelului forțându-l să lupte pe două fronturi.
Unele surse au numit conflictul Al Treilea Război din Liban. Campania terestră marchează cea de-a cincea invazie a teritoriului libanez de către Forțele de Apărare ale Israelului, după incursiuni de amploare diferită din 1948, 1978, 1982 și 2006.